# Jone Nikula
Jone Nikula, all'anagrafe Antti Joonas Nikula (30 marzo 1970), è un personaggio televisivo e radiofonico finlandese e un factotum nell'industria musicale.

## Biografia
È diventato popolare come giudice nel programma televisivo Idols. È l'unico giudice che appare in tutte le stagioni di Idols. Prima della popolarità televisiva, Nikula era stato - tra le altre cose - conduttore di Radio City (una stazione radio finlandese), e marketing manager di EMI Music Finland. Dal 2007, Nikula e il frontman dei Kotiteollisuus Jouni Hynynen hanno condotto Äijät, un programma televisivo sulle professioni e (nella seconda stagione del 2008) sugli hobby degli "uomini veri".
Nikula ha scritto un libro sulla storia della musica metal finlandese, intitolato Rauta-aika ("Iron Age"), e ha lavorato come tour manager della band glam rock finlandese Hanoi Rocks. Avendo cominciato presto (2007), è stato uno dei più giovani conduttori pomeridiani nella stazione radio di musica metal della Nelonen Media, Radio Rock. È anche caporedattore del giornale Ovi.
Nikula è un Tenente Anziano (grado militare finlandese tra Tenente e Capitano) in riserva nelle Forze Armate Finlandesi. Suo padre è un ex-cancelliere della Giustizia finlandese, Paavo Nikula, e sua madre è la storica d'arte Riitta Nikula.
Ha partecipato come concorrente nella prima stagione della versione finlandese di Ballando con le stelle, chiamata Tanssii tähtien kanssa nel 2006, classificandosi terzo. Nell'Aprile 2010, è stato annunciato che Nikula sarà uno dei giudici della quinta stagione di Tanssii tähtien kanssa.